# Rita Sargsian
Rita Sargsian (Armeniska: Ռիտա Սարգսյան), född 6 mars 1962 i Stepanakert (även kallat Khankendi), död 20 november 2020 var fru till Armeniens president Serzj Sargsian, och var därmed Armeniens första dam. Hon föddes i en militär familj i Stepanakert, där hon tog en musikutbildning. Därefter arbetade hon som musiklärare innan hon flyttade till Armenien. Sargsian hade två barn och ett barnbarn.